# 周冕 (弘治進士)
周冕（1459年？—？），字尚文，直隸池州府貴池縣人，民籍，明朝政治人物。

## 生平
應天府鄉試第八十九名舉人。弘治三年（1490年）中式庚戌科會試第八十九名，三甲第一百零二名進士。

## 家族
曾祖周璿；祖父周鑑；父周崑，訓導。母吳氏。具庆下。